# Diluizione seriale

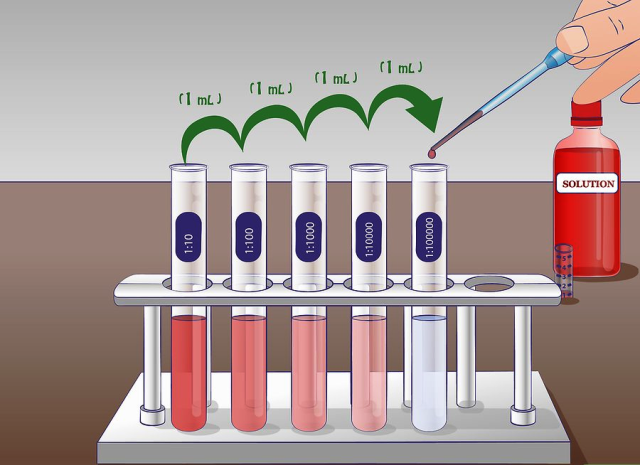
Diluizione seriale logaritmica

Una diluizione seriale è la graduale diluizione di una sostanza in soluzione. Di solito il fattore di diluizione è costante ogni passo, risultante in una progressione geometrica della concentrazione con un andamento logaritmico.
Le diluizioni seriali vengono utilizzate per creare accuratamente soluzioni fortemente diluite e soluzioni per esperimenti con una curva di concentrazione a scala logaritmica.
Una diluizione seriale dieci volte per ogni passo avrebbe concentrazioni 1 M, 0.1 M, 0.01 M, 0.001 M...
Una diluizione dieci volte o 10-passo (101-passo) si denota diluizione logaritmica o log-diluizione, una diluizione 3.16-passo (100.5-passo) si denota diluizione semilogaritmica o semi-log diluizione, e una diluizione 1.78-passo (100.25-passo) si denota diluizione unquarto-logaritmica o unquarto-log diluizione. Le diluizioni seriali sono molto utilizzate nelle scienze sperimentali, queste includono biochimica, farmacologia, microbiologia, e fisica.

## In biologia e medicina
In biologia e medicina, oltre agli usi più convenzionali descritti sopra, può anche essere usata la diluizione seriale per ridurre la concentrazione di microscopici organismi o cellule in un campione. Come, per esempio, il numero e la dimensione di colonie batteriche che crescono su una piastra di agar in un dato momento dipende dalla concentrazione, e poiché molte altre tecniche diagnostiche coinvolgono fisicamente il conteggio del numero di microrganismi o cellule su speciali stampati con griglie (per confrontare le concentrazioni di due organismi o tipi di cellule nel campione) o pozzetti di un dato volume (per concentrazioni assolute), la diluizione può essere utile per gestire meglio tali risultati.
La diluizione seriale è anche un metodo più economico e semplice per preparare colture di un tipo di cellula rispetto all'uso delle pinzette ottiche e dei micromanipolatori.

## In omeopatia
La diluizione seriale è una delle principali pratiche basilari in omeopatia, con "succussione", o agitazione, che si verificano tra ciascuna diluizione. In tale pratica pseudoscientifica le diluizioni seriali (chiamate potentizzazione) sono spesso prese così distanti che al momento dell'ultima diluizione, è improbabile che rimangano molecole della sostanza originale.